# N44
N44, также LHA 120-N44 или Henize 44 — комплекс эмиссионных туманностей, связанных со сверхпузырём, принадлежащий галактике Большое Магелланово Облако, спутнику Млечного Пути, расположенному в созвездии Золотой Рыбы. Отдельные составляющие N44 — как туманности, так и звёздные скопления — были открыты Джоном Гершелем в 1830-х годах. Как единый объект этот комплекс был каталогизирован в 1956 году Карлом Хенайзом в его работе «Каталоги H-альфа эмиссионных звёзд и туманностей в Магеллановых Облаках». Диаметр комплекса оценивается в 1000 св. лет, а расстояние до него — от 160 000 до 170 000 св. лет. Структура комплекса формируется под действием давления излучения группы из 40 мощных голубых звёзд, расположенных в его центре. Непостоянная плотность вещества комплекса привела к образованию нескольких пылевых «столбов», которые могут скрывать в себе образующиеся звёзды. Как и во всех областях активного звездообразования, многие из звёзд в центре комплекса в итоге станут сверхновыми; вариации в плотности N44, вероятно, также являются следствием взрыва сверхновой вблизи комплекса в прошлом, это подтверждается тем фактом, что N44 излучает в рентгеновском диапазоне.
Комплекс N44 в целом классифицирован как эмиссионная туманность, так как он содержит множество областей ионизированного водорода. Однако, три наиболее сильных эмиссионных линии спектра N44 принадлежат однократно ионизированному кислороду (O II, с длиной волны 372,7 нм), дважды ионизированному кислороду (O III, 500,7 нм) и нейтральному водороду (H I, Hα-излучение, 656,2 нм).

## Состав комплекса
Эмиссионные туманности
- NGC 1934
- NGC 1935 (IC 2126)
- NGC 1936 (IC 2127)
- N44C
- N44F

Звёздные скопления
- NGC 1929
- NGC 1937

## Галерея

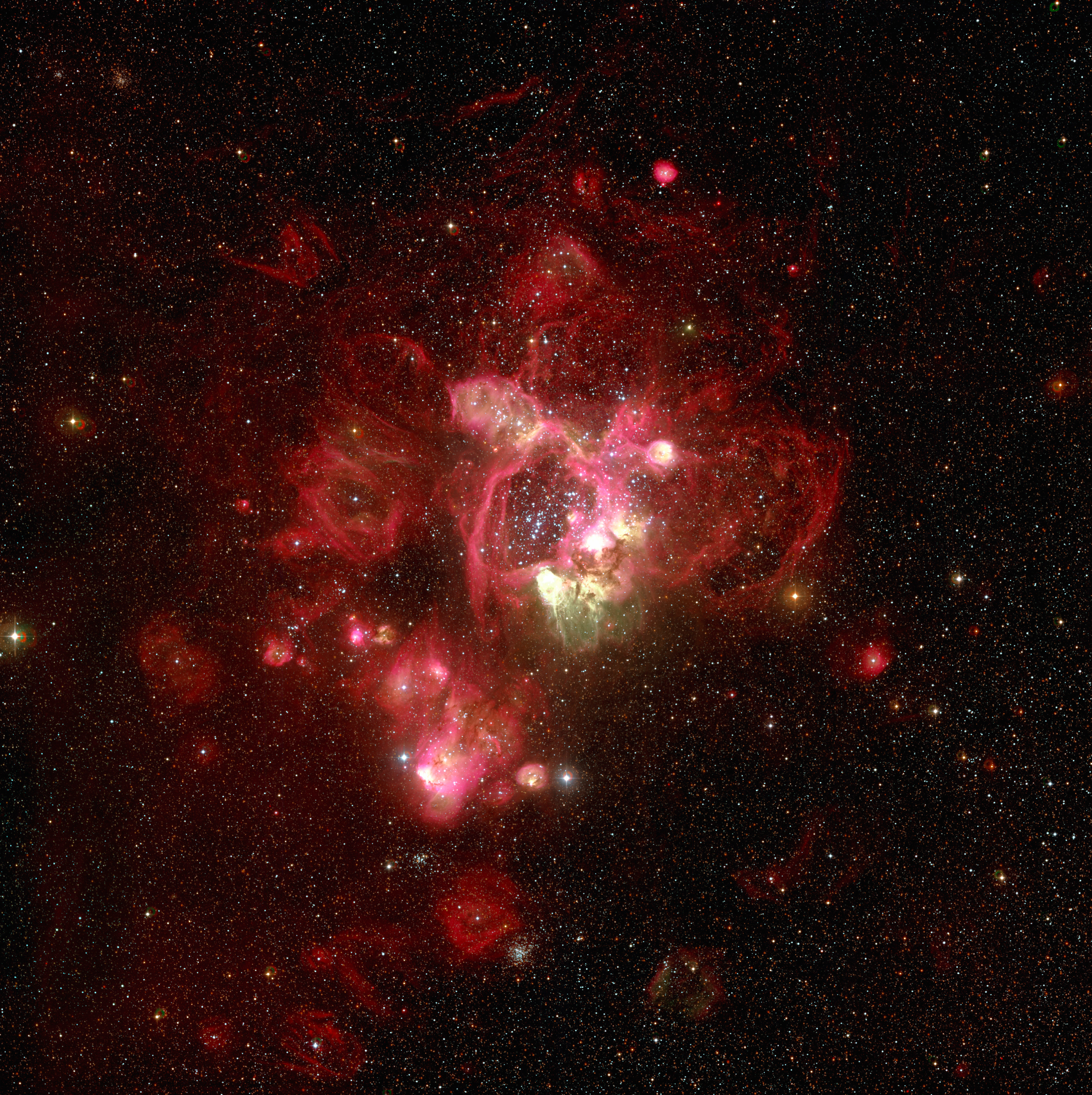
Совместный снимок в лучах O II, O III, H I.
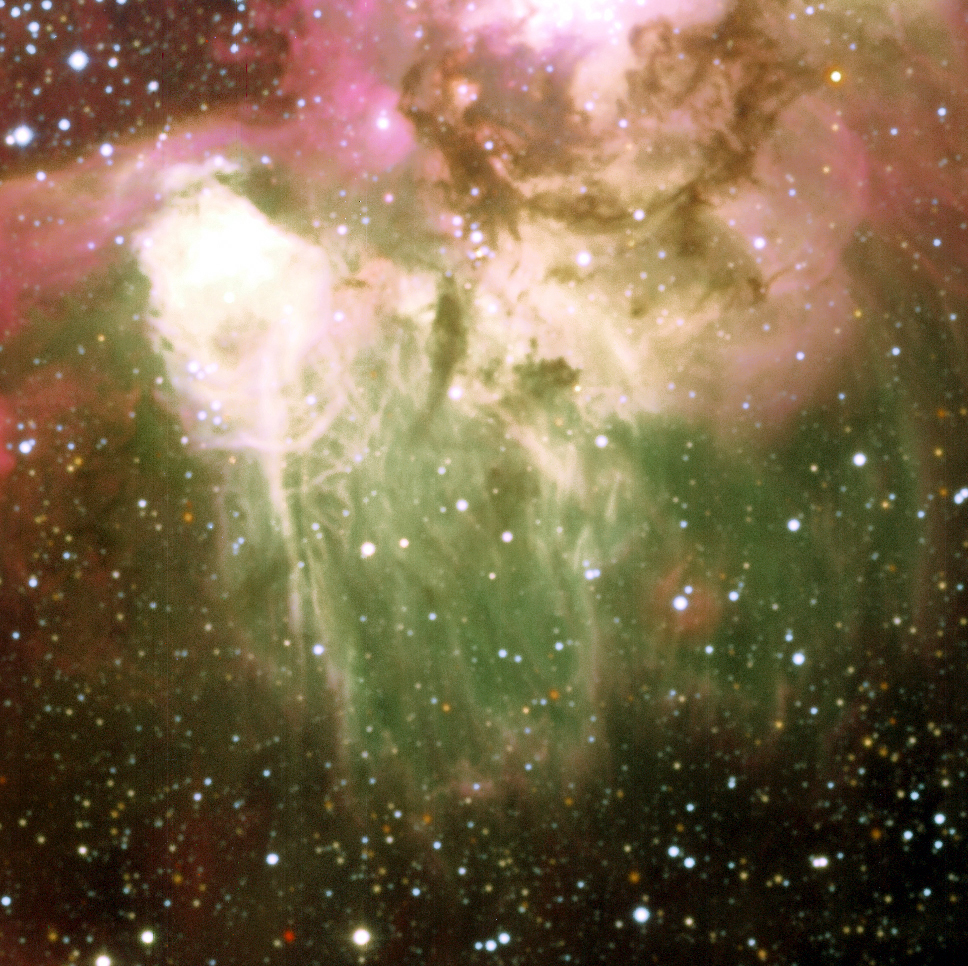
Наиболее горячая область комплекса — N44C.
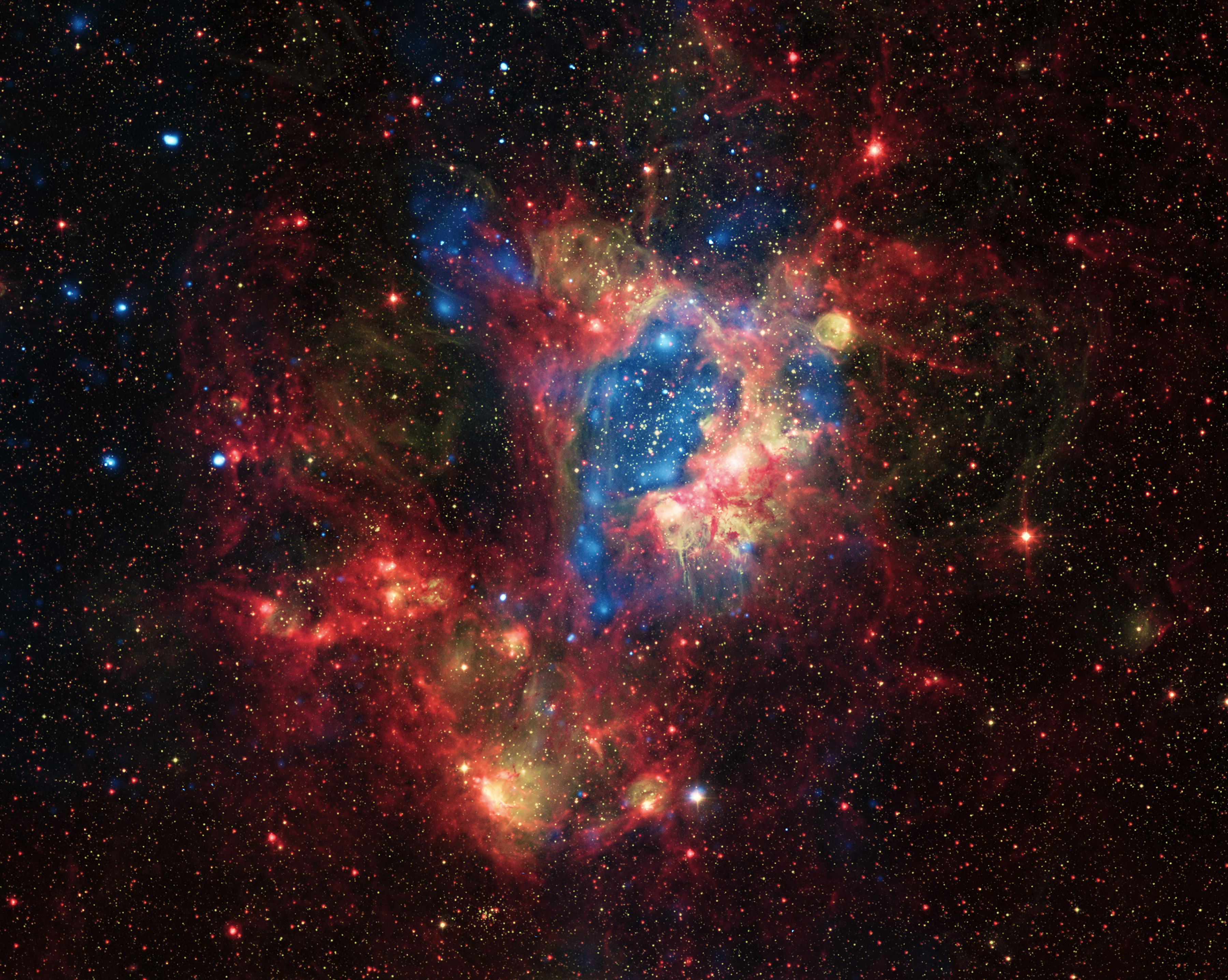
Совместный снимок в видимом, инфракрасном и рентгеновском диапазонах.
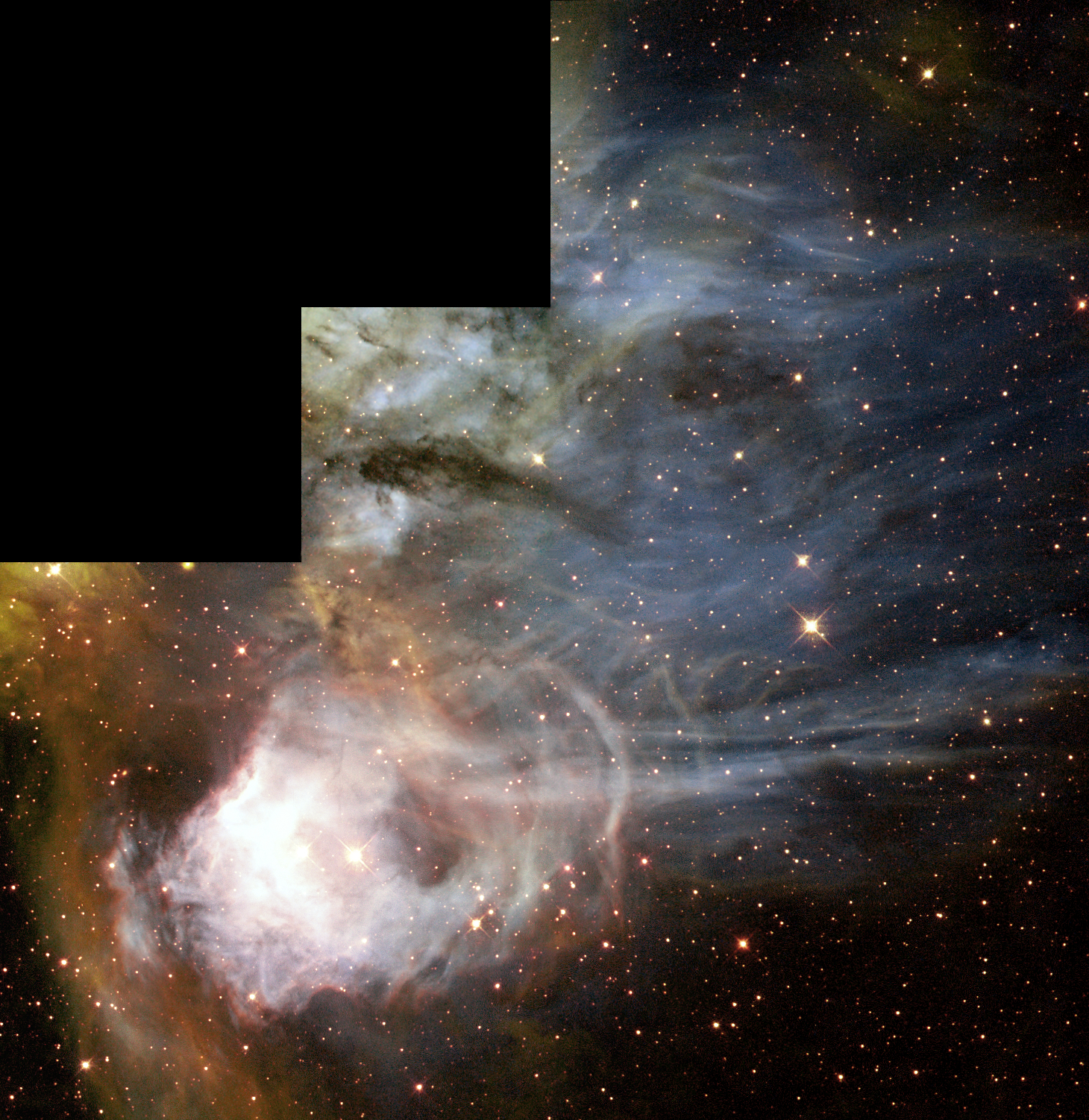
Снимок области N44C, сделанный телескопом Хаббл.